# Kvarteret Ljuskronan och Ljussaxen

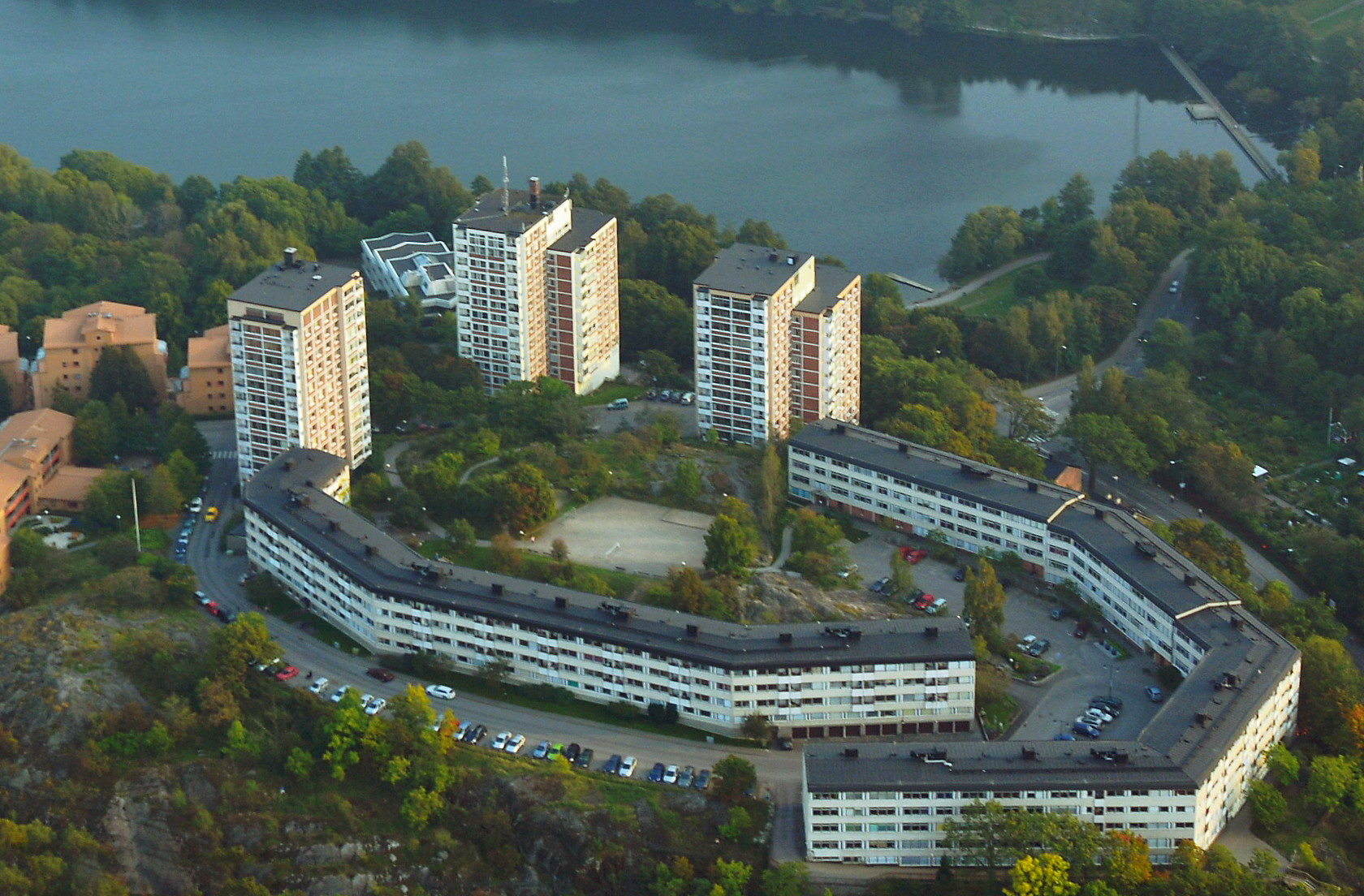
Sannadalsplatåns bebyggelse 2014. I bakgrunden syns sjön Trekanten.

Ljuskronan, Ljussaxen och Lyktan är namnet på tre kvarter belägna på Sannadalsplatån i stadsdelen Gröndal i södra Stockholm. Bebyggelsen består av tre punkthus och två låghusslingor som uppfördes mellan 1958 och 1972 efter ritningar av Bertil Karlén & Ralph Wikner Arkitektkontor. Punkthusen har blivit ett välkänt inslag i Gröndals stadsbild och är grönmärkta av Stadsmuseet i Stockholm vilket innebär ”att de representerar ett högt kulturhistoriskt värde och är särskilt värdefulla från historisk, kulturhistorisk, miljömässig eller konstnärlig synpunkt”.

## Historik

### Allmänt

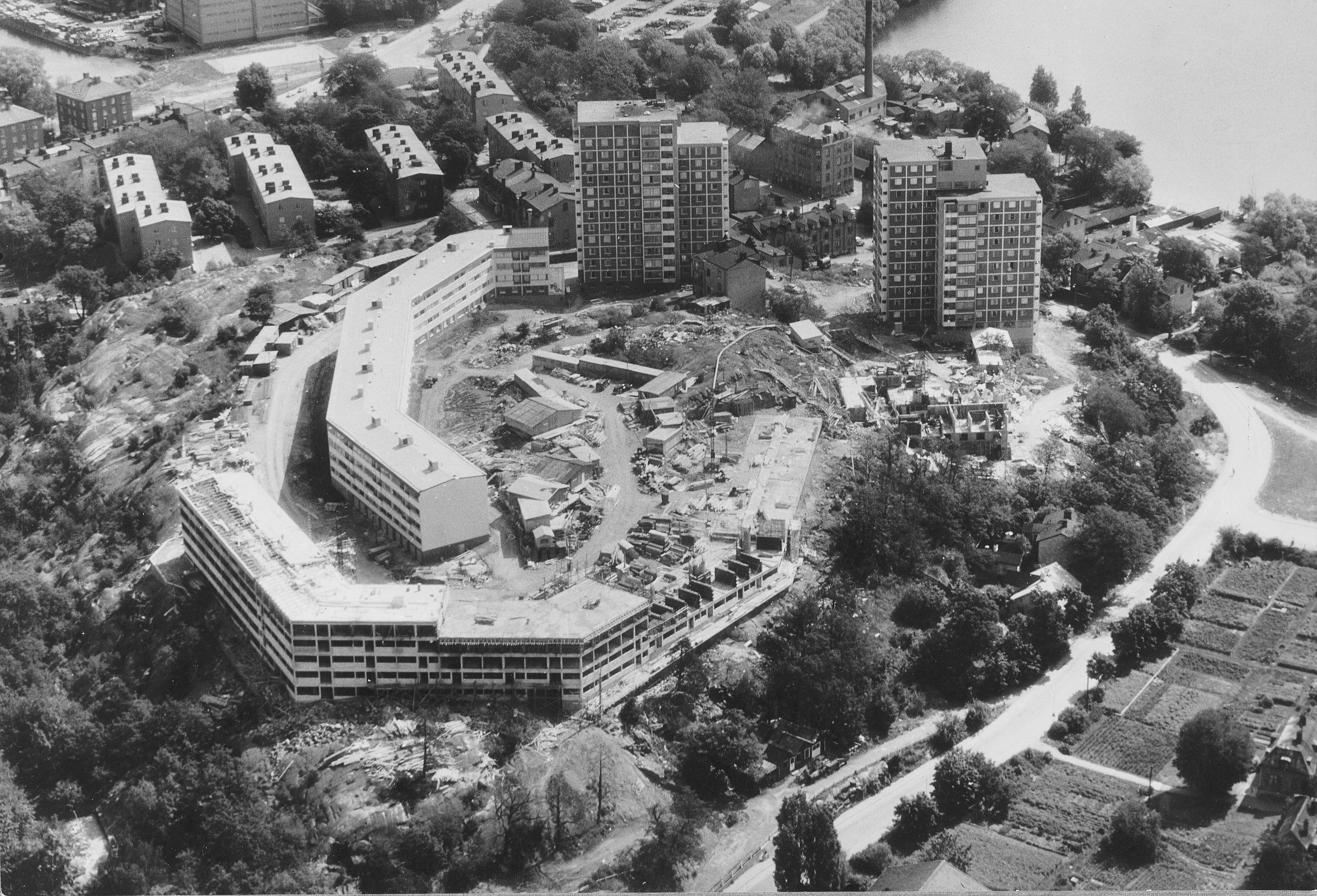
Bebyggelsen under uppförande 1960.

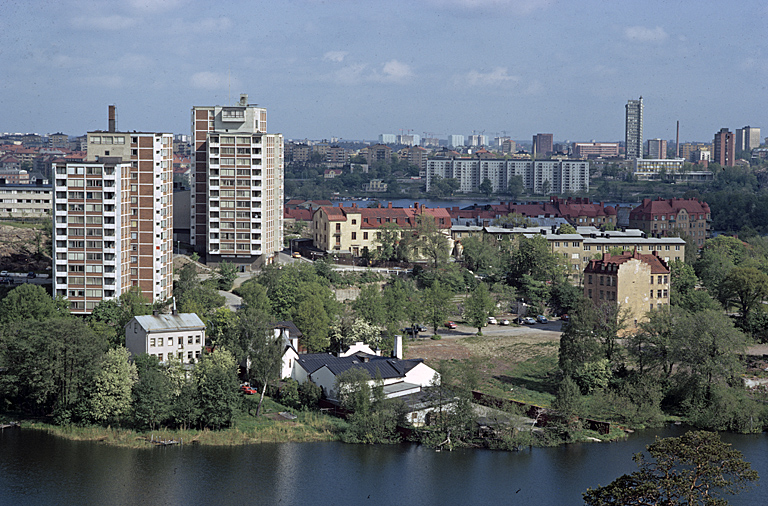
Två av höghusen omkring 1970.

På Sannadalsbergets platå började i mitten av 1950-talet byggarbetena för ett större bostadsområde. För bebyggelsen fastställdes två stadsplaner (Pl 4390A och Pl 5186) som vann laga kraft 1956 respektive 1958. Innan dess planerades här ett område kallat Västra Förstaden med ett stort antal mindre villatomter av vilka även några hann bebyggas. De nya stadsplanerna medgav bebyggelse för bostadshus i tre våningar anordnade i två slingor och tre punkthus i 12 våningar. För att få plats med den nya bebyggelsen fick några hus vid Utsiktsvägen (nuvarande Grenljusbacken) rivas. 
Bebyggelsen uppfördes i två etapper. Den första etappen, som omfattade fastigheterna Ljuskronan 4, Lyktan 1 och Ljussaxen 10, färdigställdes 1967. Byggherren var Einar Joel Örell, verkställande direktör i AB Elektroljus och AB Snabbtelefon. Han ägde merparten av den privata marken inom stadsplaneområdet. Bertil Karlén & Ralph Wikner Arkitektkontor utförde arkitektuppdraget medan Hans Berglunds ingenjörsbyrå stod för konstruktionerna.
Den andra etappen omfattade enbart höghuset i kvarteret Ljussaxen 9 som färdigställdes 1972. Här var byggherre Stockholmshem. För ritningarna stod även nu Bertil Karlén & Ralph Wikner. För markens gestaltning stod landskapsarkitekt Eric Anjou. Idag ägs anläggningen av bostadsrättsföreningen Brf Sannadalsplatån med totalt 331 bostadsrätter och en hyresrätt.

### Höghusen

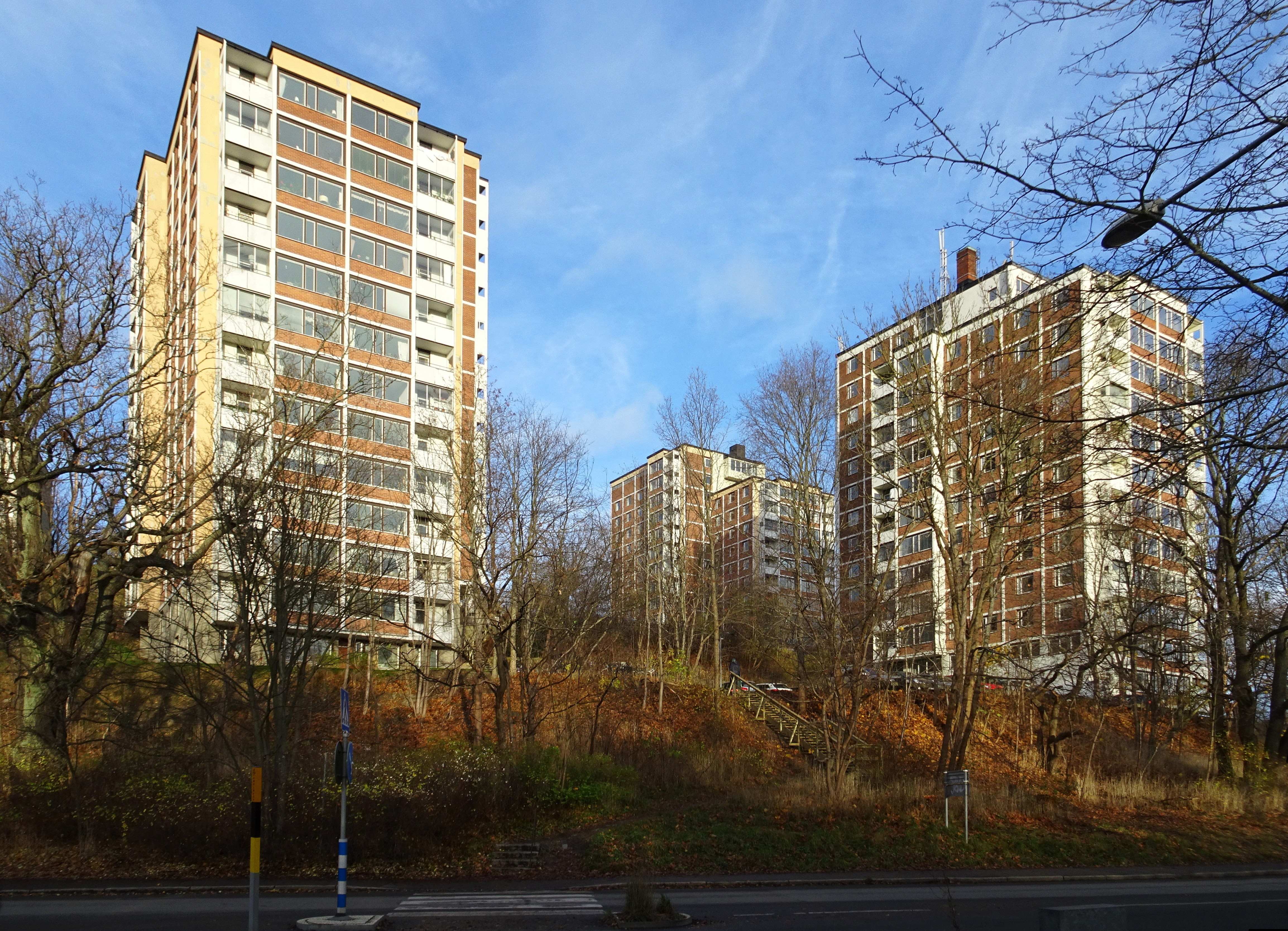
Alla tre höghusen sedda från Lövholmsvägen, november 2020.

De tre höghusen vid Genljusbacken 23 och 24 samt Ljusstöparbacken 1 reser sig som utropstecken över lågbebyggelsen. De utfördes nära identiska och består av vardera två inbördes i sidled förskjutna volymer, båda 13 våningar höga, som får genom sitt sluttningsläge olika totalhöjd. I husens mitt anordnades trapphus och två hissar. Från den centrala trapphallen når man sex lägenheter per plan, samtliga om tre rum och kök dock med olika storlek. Punkthusens stomme består av lättbetongelement. Fasader utfördes av element klädda med rött fasadtegel som artikulerades av vertikala och horisontella listverk i vitmålad betong vilka inramar varje fönsterfack. Balkongerna har vit målade sidor och bröstningar och placerades indragna på hörnen. I ett av husens bottenvåning (Ljussaxen 9) inrättades även butikslokaler ett snabbköp för Sannadals livs och en frisör. I snabbköpets lokaler huserar numera Jazzcafé Snabbköpet.

### Låghusen
De båda låghusen med adress Ljusstöparbacken 5-11 och Ljusstöparbacken 18-30 omsluter Sannadalsplatån från väster och norr med en lekplats och ett mindre bergsområde i mitten som officiellt räknas till Sannadalsparken. Längorna uppfördes 3-4 våningar höga. Lägenhetsutbudet är variationsrikt med allt från ett rum och kök till fyra rum och kök samt etagelägenheter och ateljéer. Låghusen fick en bärande stomme av lättbetongelement. Fasaderna ytbehandlades med gråvitt ädelputs, i höjd med bottenvåningen är de tegelklädda. Balkongerna utfördes indragna i fasaden och har balkongfronter av vitmålade betongskivor.

## Bilder

Höghusen
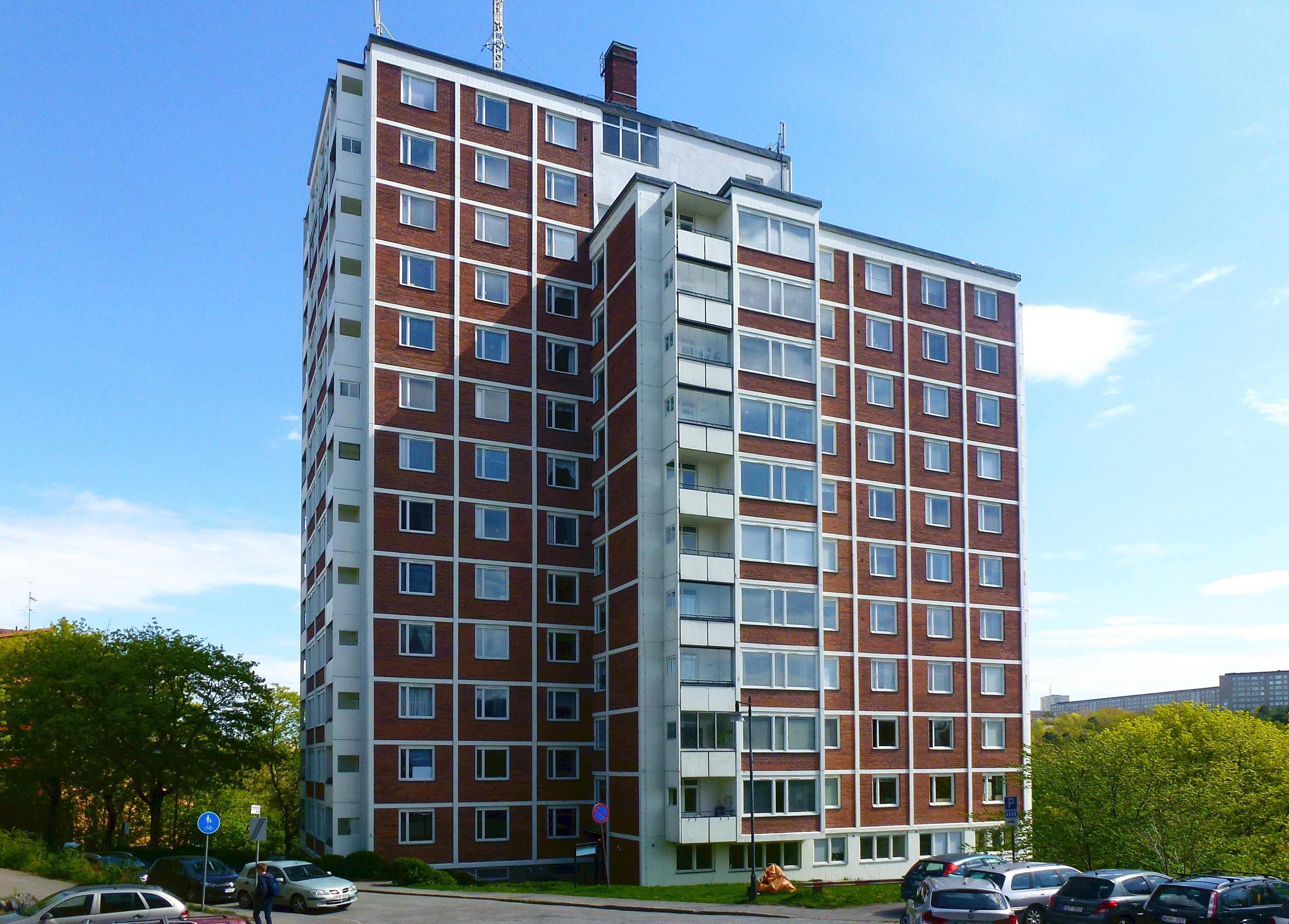
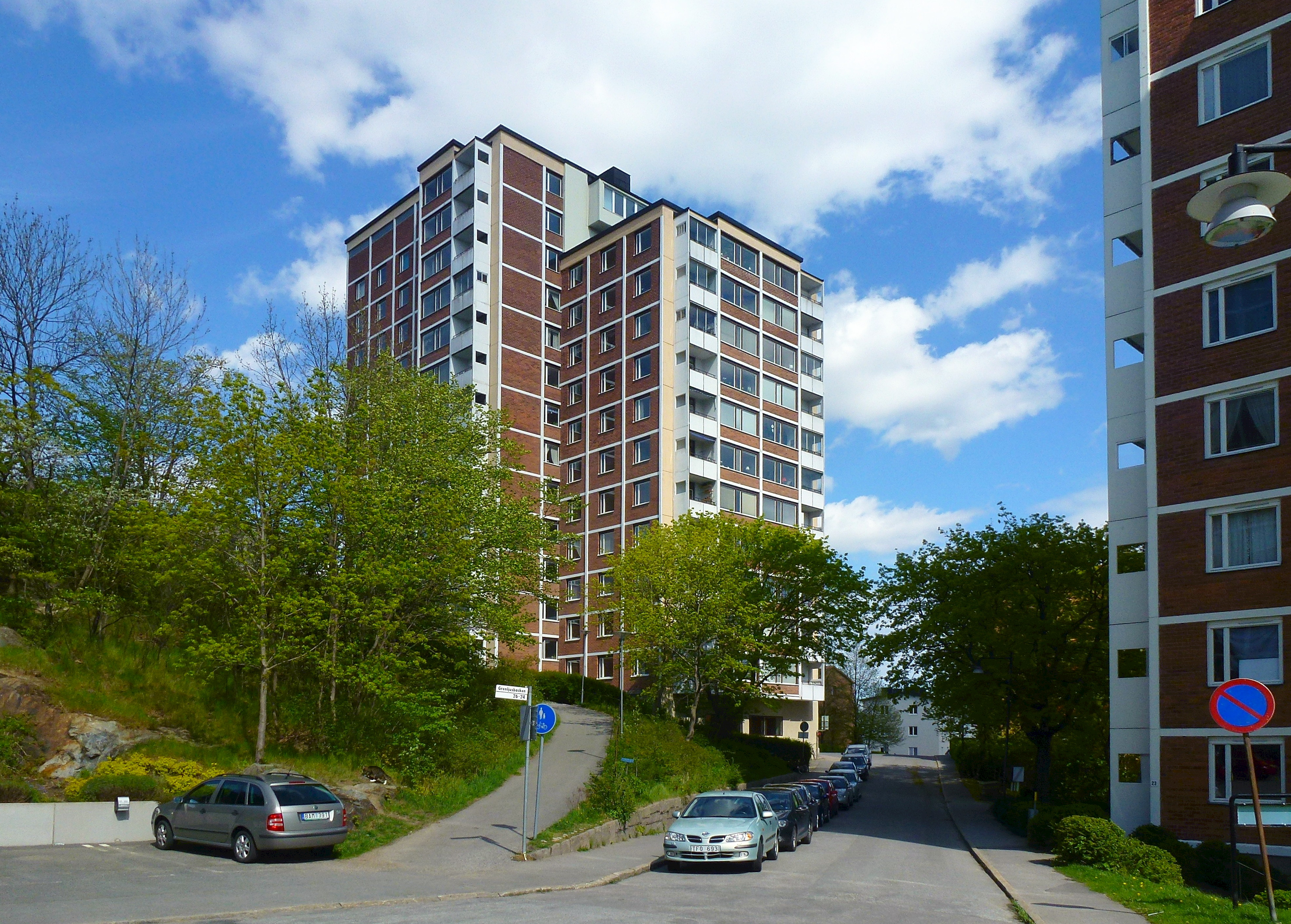
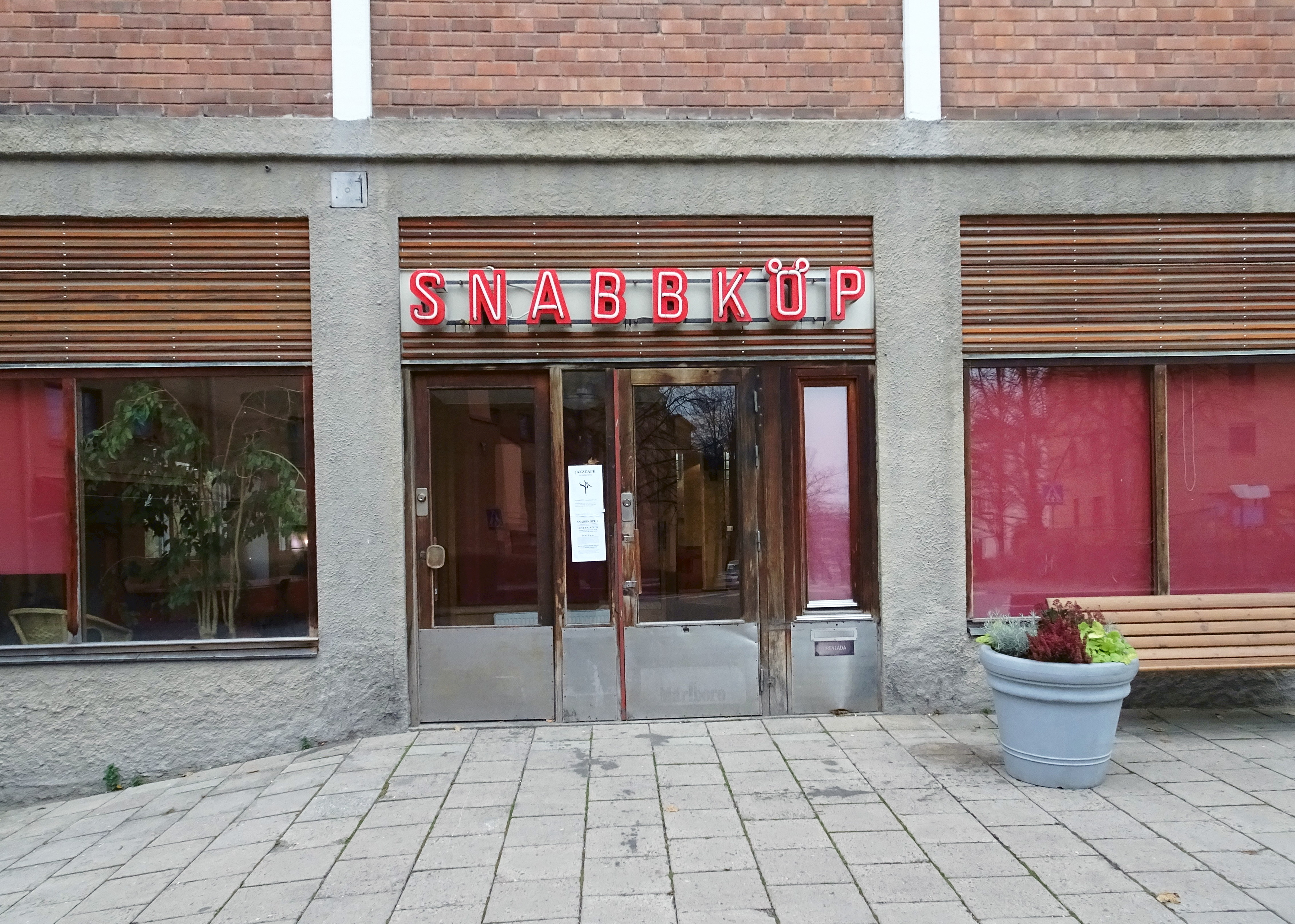
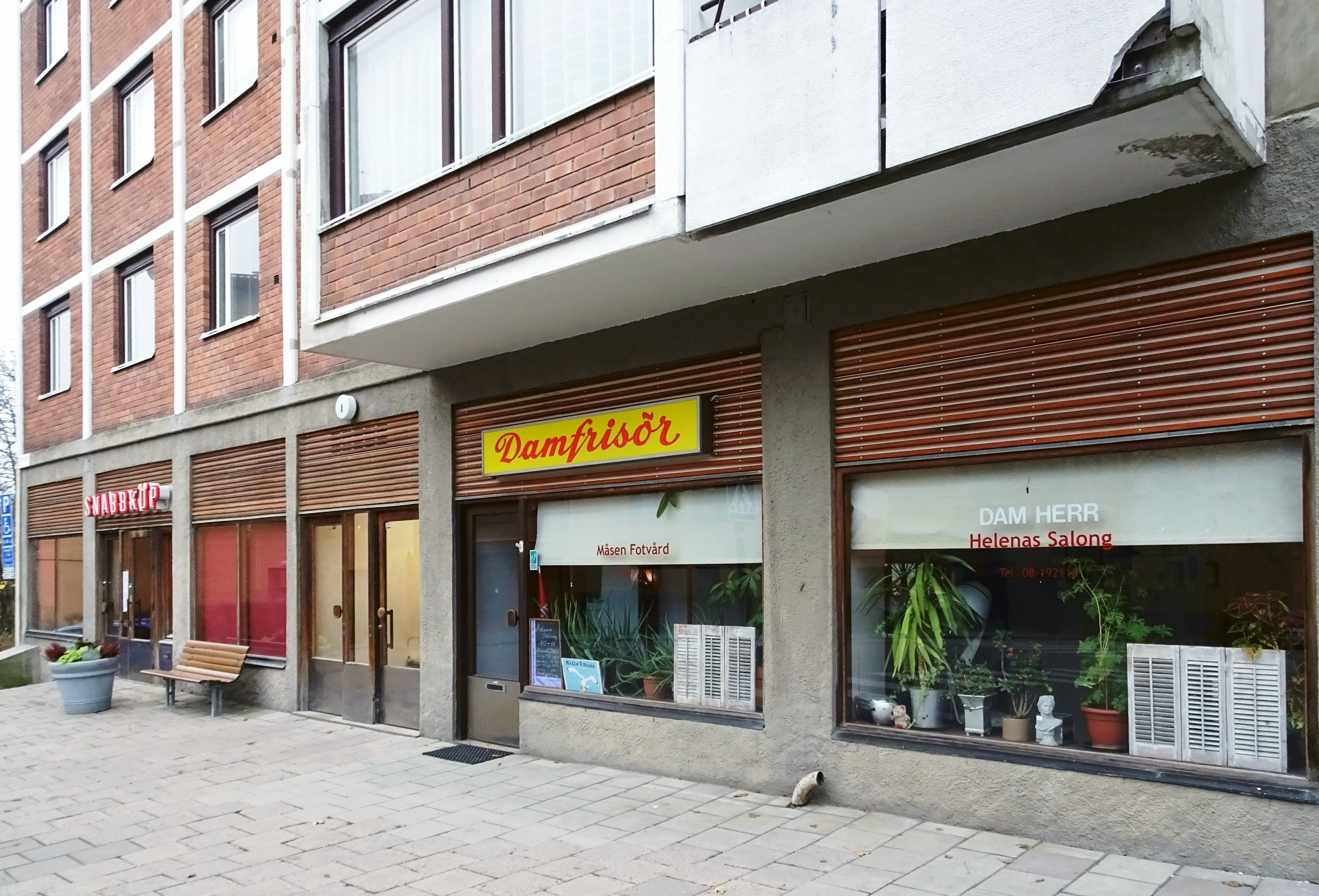
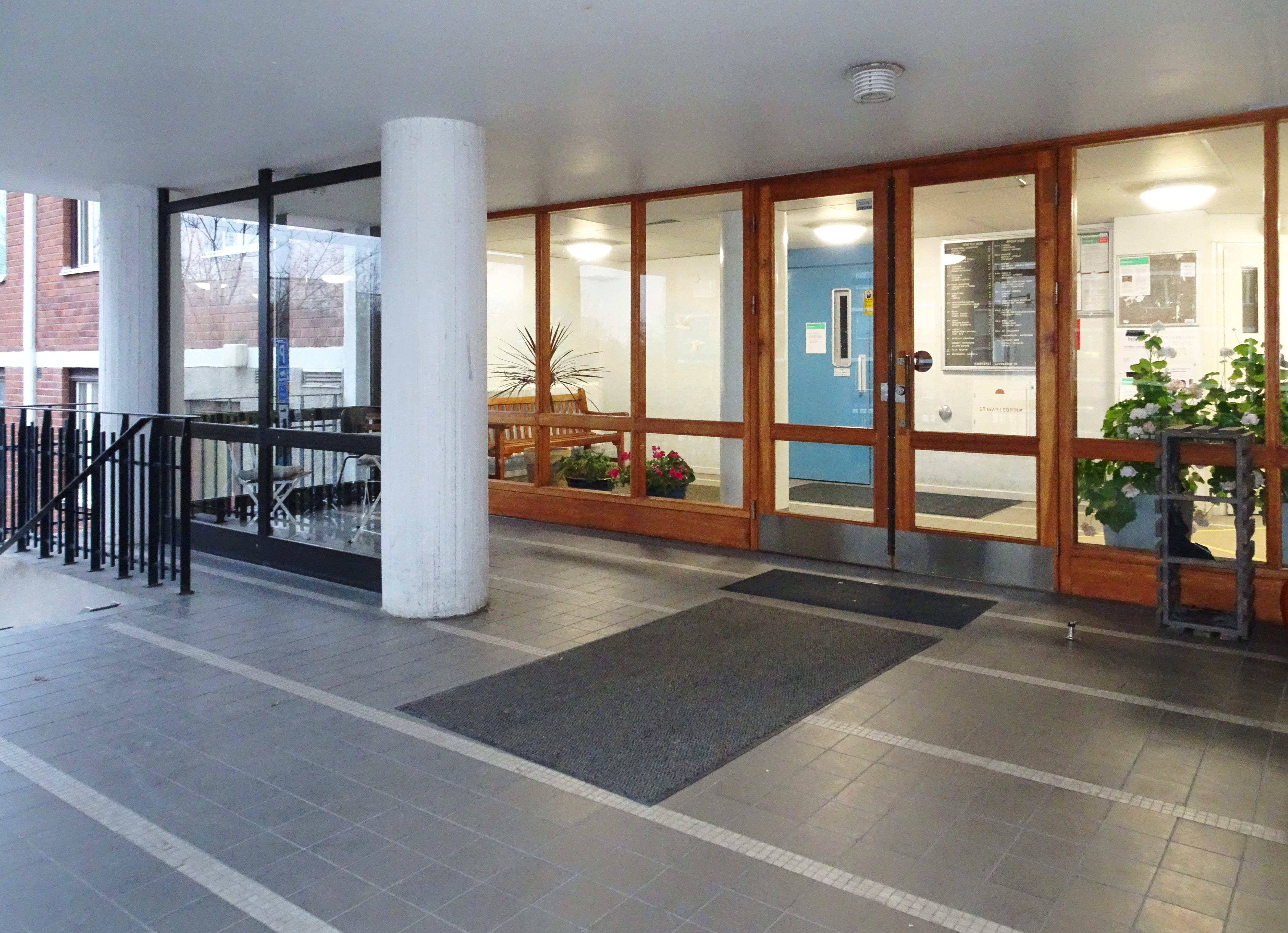

Låghusen
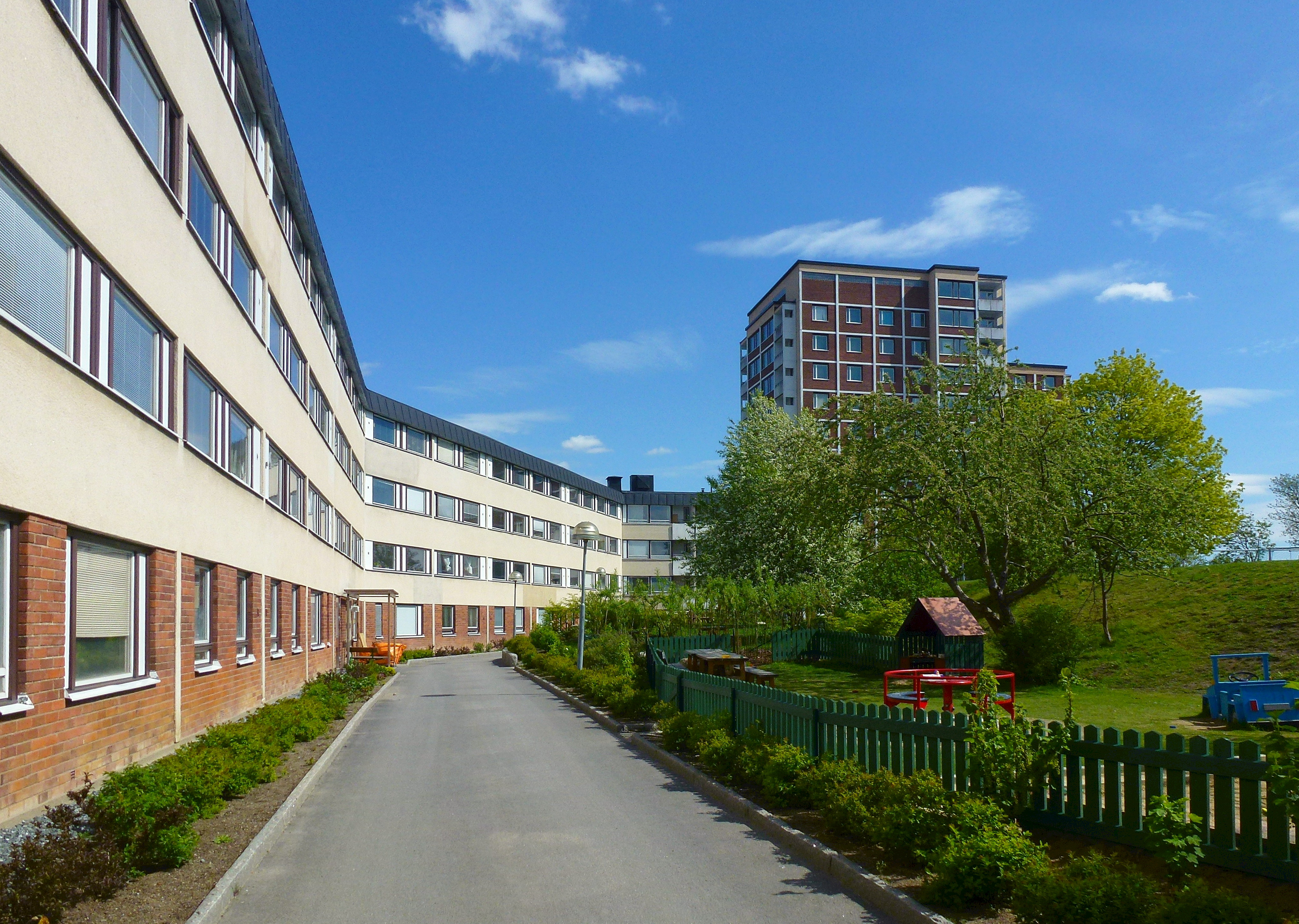
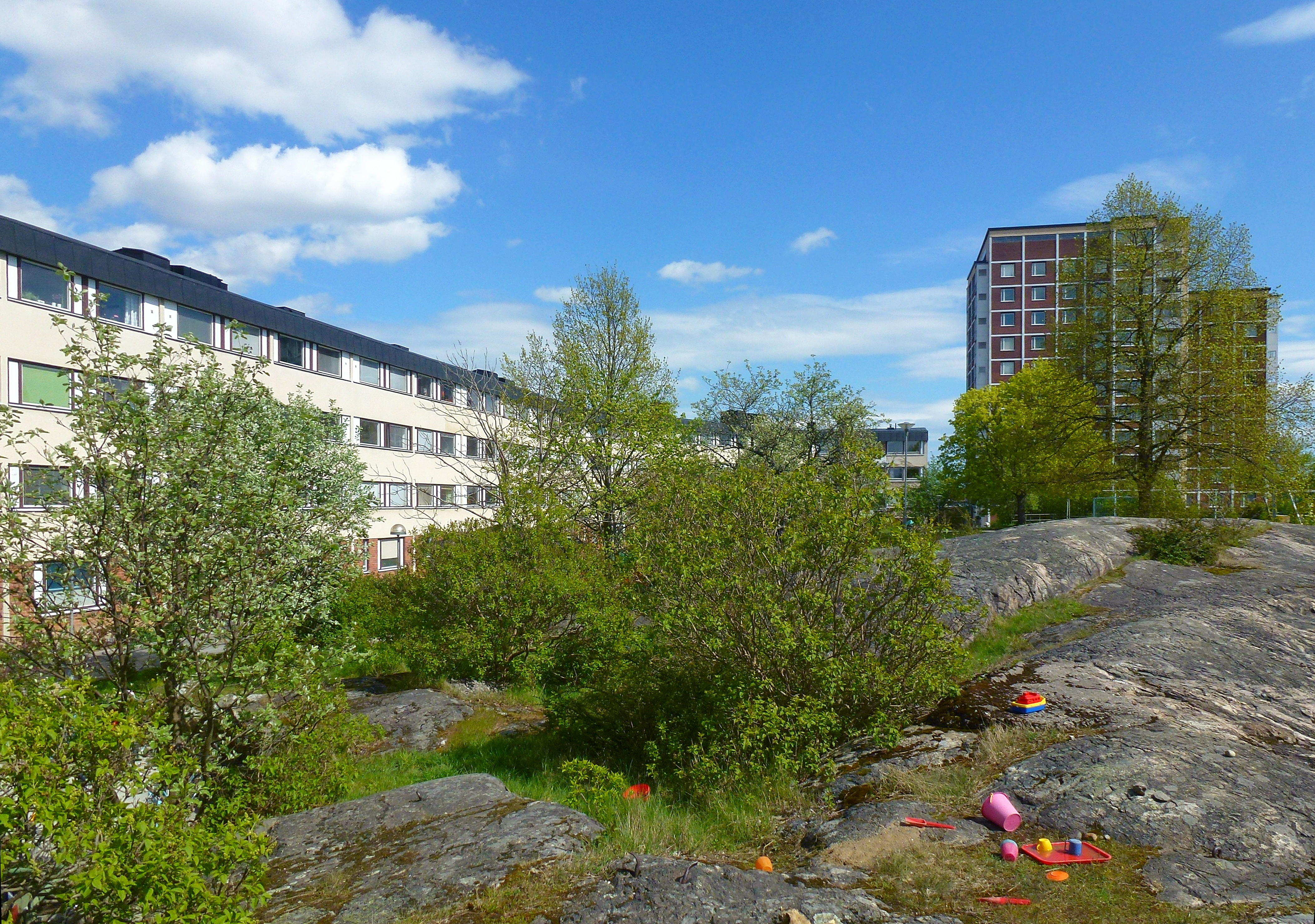
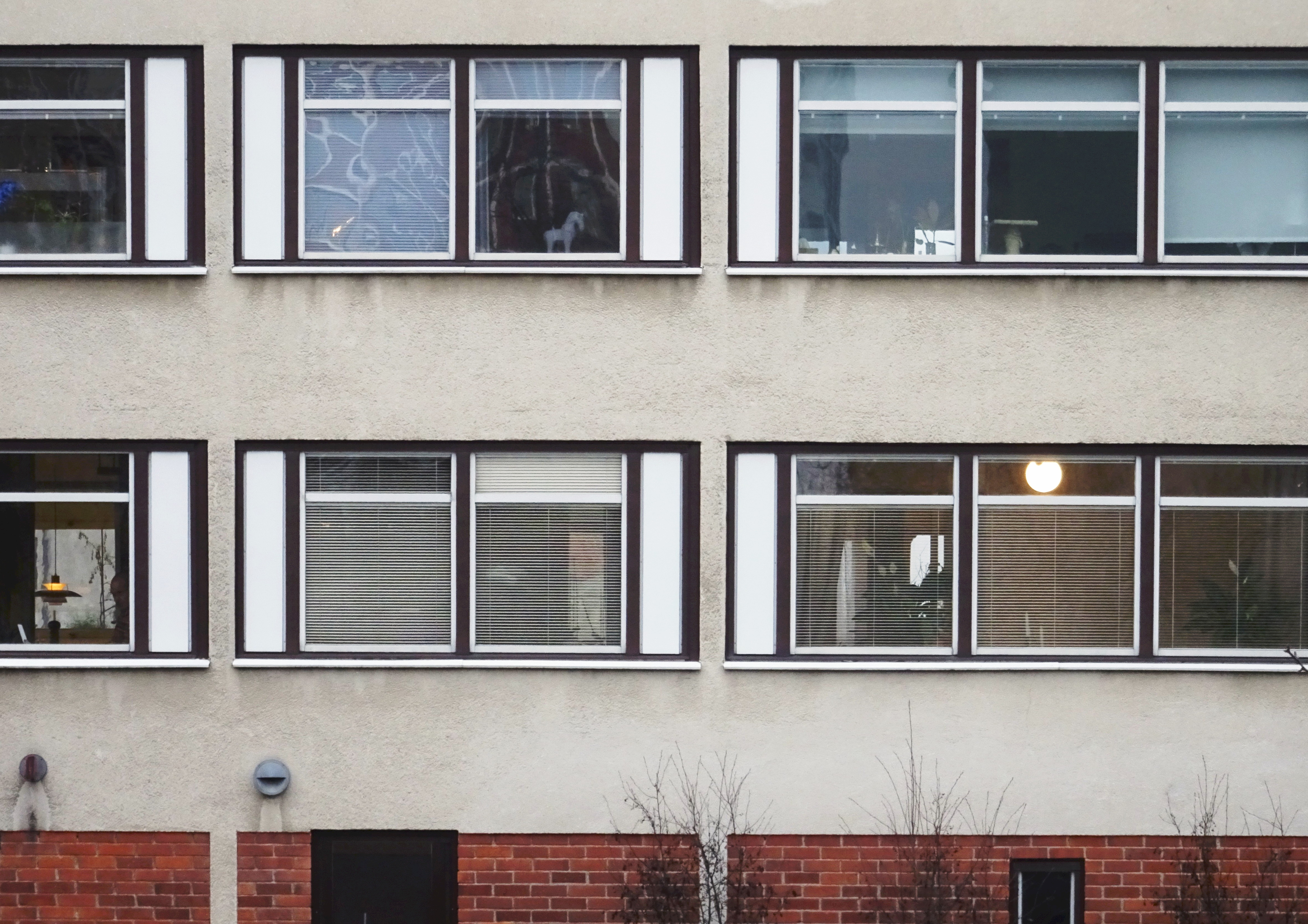
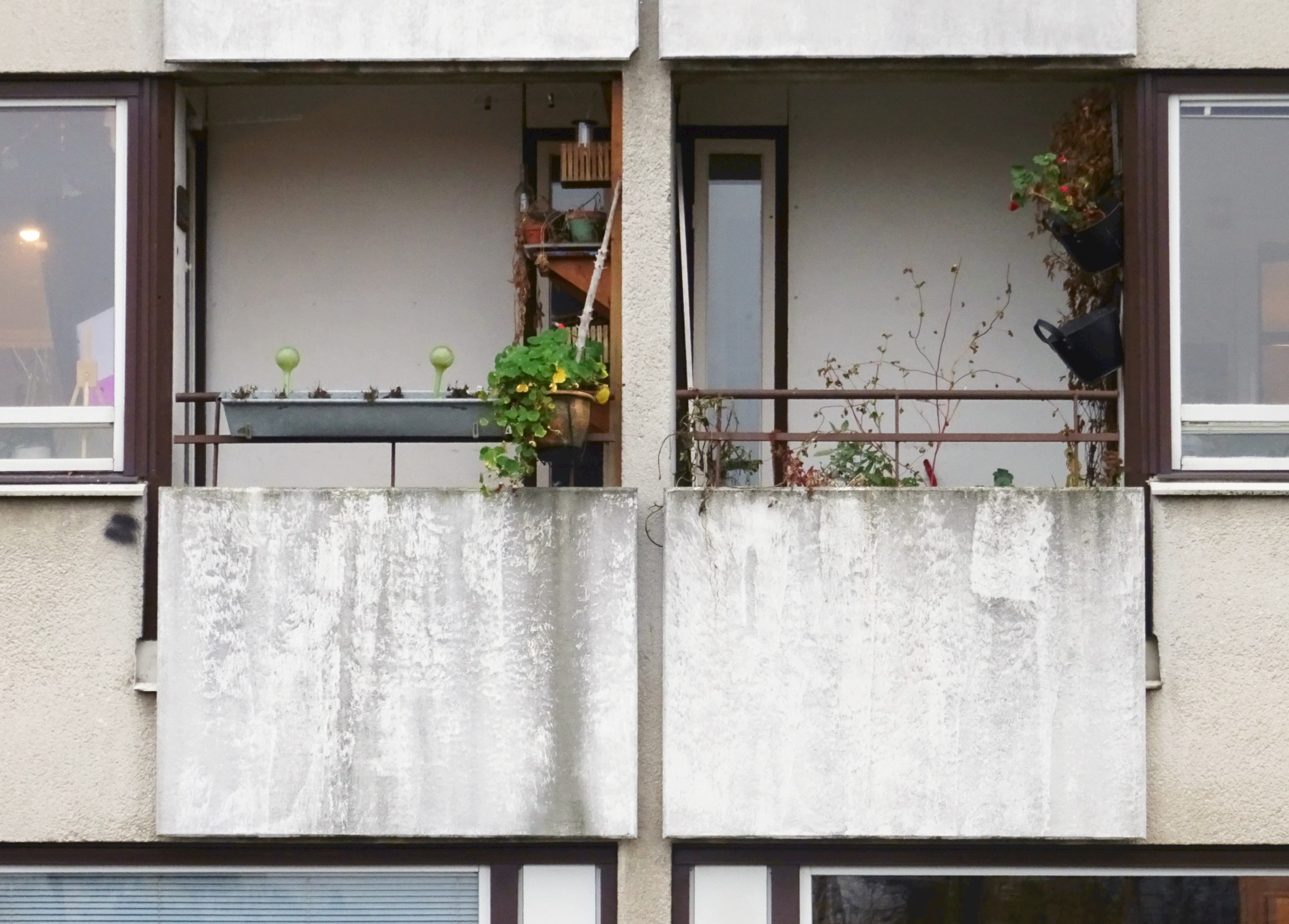
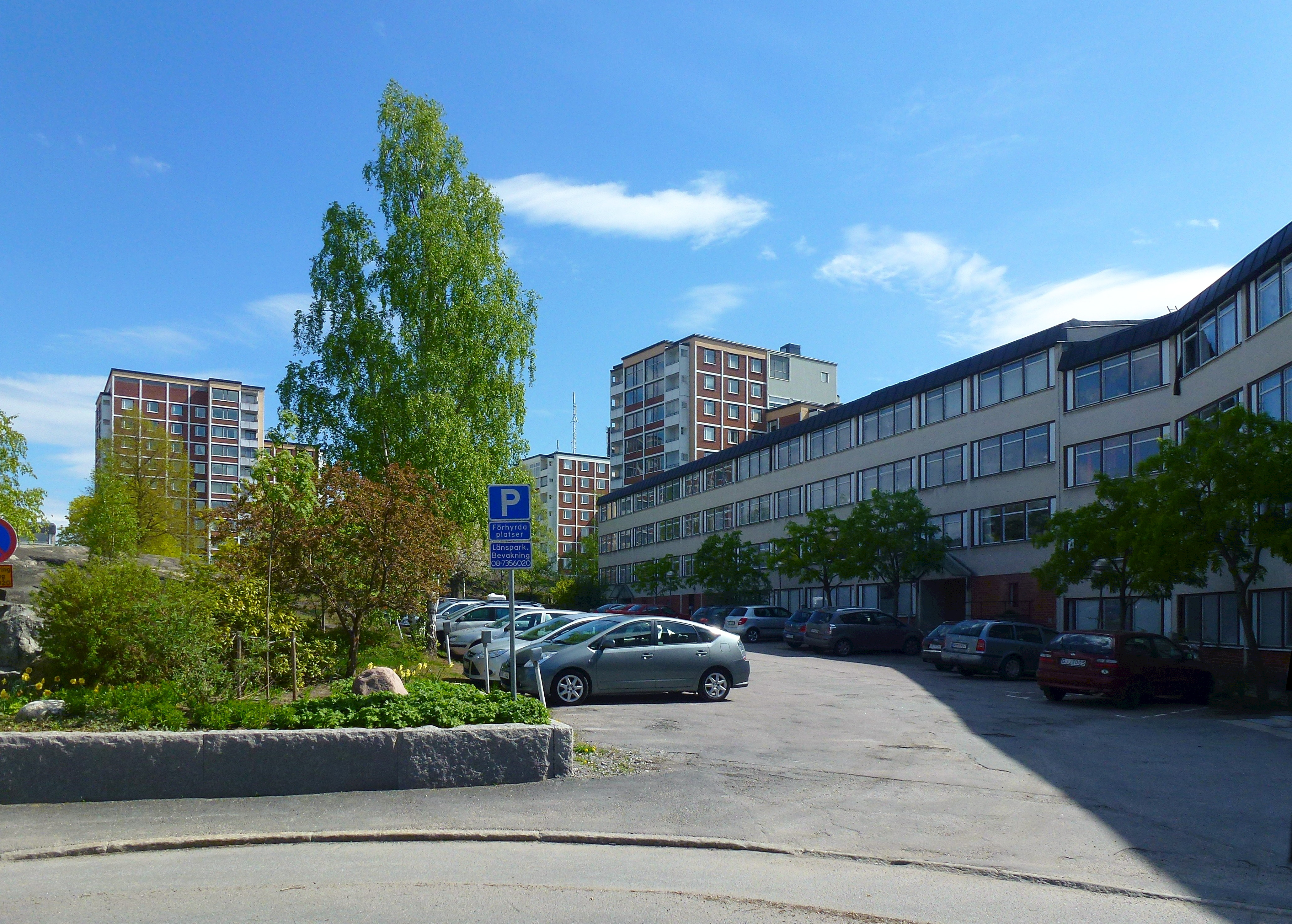